# 4-Brom-2,5-dimethoxyphenylethylamin

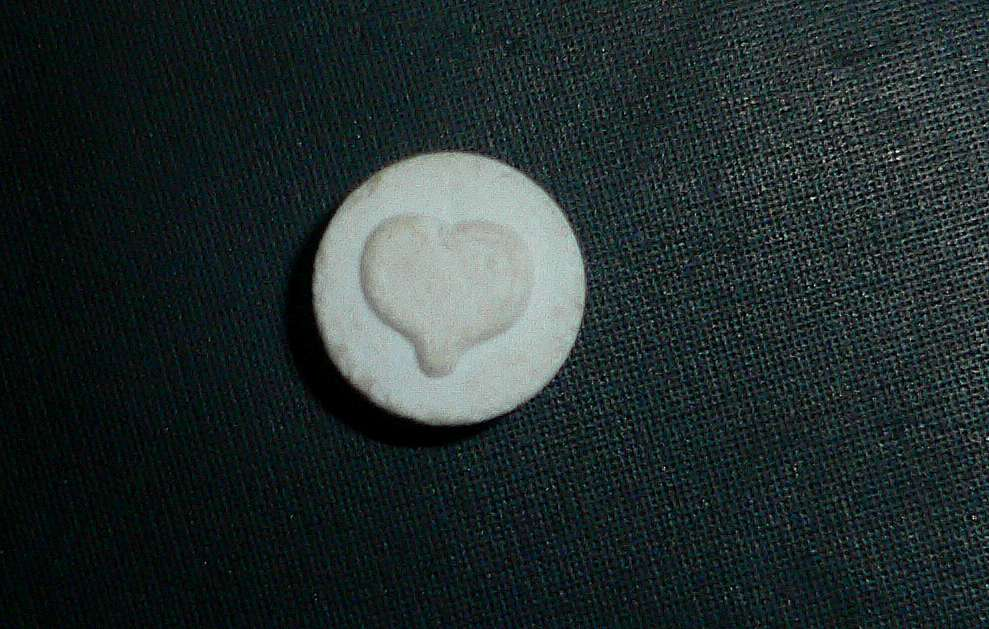
2C-B-Pille

Die chemische Substanz 4-Brom-2,5-dimethoxyphenylethylamin (abgekürzt auch 2C-B) gehört strukturell zur Gruppe der Phenylethylamine sowie zur Stoffgruppe der „2C“-Verbindungen. Es ist auch unter folgenden Namen bekannt: Bromo, Erox, Nexus, Venus und Ubulawu Nomathotholo. 2C-B ist die häufigste Beimischung zu anderen Drogen aus der Gruppe der neuen psychoaktiven Substanzen in der EU.

## Geschichte
1974 synthetisierte Alexander Shulgin 2C-B erstmals, ein Jahr später erschien die zugehörige Publikation.

## Synthese
Es sind zahlreiche Synthesewege bekannt. Ein möglicher ist in PiHKAL beschrieben. Als Grundstoff dient 2,5-Dimethoxybenzaldehyd, das mit Nitromethan zum entsprechenden Nitrostyrol reagiert, welches dann mittels LAH zu 2,5-Dimethoxyphenylethylamin (2C-H) reduziert wird. Dieses wird anschließend mit elementarem Brom zu 2C-B bromiert.

## Analytik
2C-B kann per LC-MS oder GC-MS im Urin nachgewiesen werden.

## Pharmakologische Eigenschaften

### Wirkungsmechanismus
2C-B ist ein psychoaktives Analogon von Meskalin. Es bindet sich an Serotoninrezeptoren und verändert somit den Ablauf von Erregungsweiterleitungen im Hirn. Serotonin ist ein Neurotransmitter, der maßgeblich für das Stimmungsbild des Menschen verantwortlich ist. 2C-B wirkt unter anderem als Partialagonist der Serotonin-Rezeptoren 5-HT2A/2C.

## Metabolismus
2C-B wird durch oxidative Desaminierung zu 2-4-Brom-2,5-dimethoxyphenyl-ethanol (BDMPE) abgebaut.

## Rechtsstatus
Seit März 2001 ist 2C-B durch den Suchtstoffkontrollrat der UNO im Schedule II der Konvention über Psychotrope Substanzen aufgeführt und damit theoretisch weltweit illegal.
In Deutschland unterliegt die Substanz dem Betäubungsmittelgesetz. Sie ist ein nicht verkehrsfähiges Betäubungsmittel der Anlage I.
In den USA wurde 2C-B am 6. Januar 1994 durch die DEA über ein Eilverfahren in Schedule I des Controlled Substances Act aufgenommen – dieser Klasse entsprechen Stoffe mit hohem Missbrauchspotenzial und ohne nachgewiesenen medizinischen Nutzen. Seitdem ist es in den USA illegal, 2C-B zu besitzen oder zu verkaufen. Seit dem 2. Juni 1995 ist es permanent in CSA Schedule I, Section (d). 2C-B wurde in der 26. Ausgabe der Green List im Jahr 2015 falsch geschrieben, 2 C-B. In der folgenden Green List 27th edition, 2016 war es korrigiert worden. In den Niederlanden wurde 2C-B am 9. Juli 1997 für illegal erklärt, ebenso im Juni 1998 in Japan (davor war es unter dem Handelsnamen Performax erhältlich). In Belgien ist es ebenfalls illegal. In der Tschechischen Republik kann der Besitz von mehr als 200 mg mit einer Freiheitsstrafe von zwei Jahren bestraft werden. In Dänemark ist es eine Droge der Kategorie B. In Estland ist es im Schedule I, In Italien ebenfalls (tabella I). In Norwegen wurde es am 22. März 2004 in die Schedule II aufgenommen. In Polen ist es im Anhang I (I-P-Gruppe). In Spanien wurde es 2002 in die Kategorie II verbotener Substanzen aufgenommen. In Schweden ist es im Anhang I., seit dem 1. April 1999 (SFS 1999:58) und LVFS 2002:4 aus dem Jahr 2002. Darin wurde 2C-B falsch als 2-CB beschrieben, die Korrektur erfolgte in LVFS 2009:22 im Jahr 2009. In der Schweiz ist es im Anhang D des DetMV. In Großbritannien sind alle Drogen im Drugs controlled by the UK Misuse of Drugs Act der 2C-Familie der Klasse A zugeordnet. In Argentinien ist es in der Liste 1, wie auch 2C-I oder 2C-T-2. In Brasilien ist es eine verbotene Substanz. In Australien befindet sich 2C-B im Anhang B. In Kanada fällt es unter CDSA Schedule III als 4-Bromo-2,5-dimethoxybenzeneethanamine and any salt, isomer or salt of isomer thereof.